# Iris aitchisonii
Iris aitchisonii (Baker)  Boiss. är en ört som ingår i släktet irisar i familjen irisväxter.
Kompletterande taxon
Sectiones = Iris sect. Juno – Iris sect. Physocaulon
Subgenus = Iris subg. Scorpiris

## Underarter
- Iris aitchisonii var. chrysantha Baker, 1892
- Iris aitchisonii var. flaviflora Boiss., 1882

## Habitat
Östra Afghanistan, Pakistan, västra Himalaya.

## Etymologi
- Släktnamnet Iris är grekiska med betydelsen regnbåge. Det syftar på irisarternas mångskiftande färger på blommorna.
- Artepitetet aitchisonii kommer av — — — .